# Dielocroce berlandi
Dielocroce berlandi is een insect uit de familie van de Nemopteridae, die tot de orde netvleugeligen (Neuroptera) behoort. 
Dielocroce berlandi is voor het eerst wetenschappelijk beschreven door Navás in 1936.